# 新車ファイル クルマのツボ
『新車ファイル クルマのツボ』（しんしゃファイル クルマのツボ）は、テレビ神奈川（tvk）で2005年4月10日から2008年3月30日まで放送されていた自動車情報番組。
2005年4月3日まで放送されていた「新車情報」の後継番組である。

## 番組の流れ
基本は前番組の「新車情報」のスタイルを踏襲しており、オープニングで車種を紹介したあとに、岡崎五朗が評論家の立場から、小森谷徹が一般ユーザーの立場からそれぞれ考えたその車種に関するキーワードを｢ツボ｣として紹介し、そのキーワードを主軸として車種を批評していく。岡崎と小森谷の二人のやり取りでは、敬語などを使用しない会話風な演出となっており、前番組「新車情報」の三本和彦の辛辣なトークとは一線を画した雰囲気となっている。
試乗はやはり新車情報と同じ東名高速道路→芦ノ湖スカイライン（「新車情報」でいう“いつもの山坂道”）が採用されているが、例外的に千葉県成田市の「ニホン・オートモービル・カレッジ」、首都高神奈川線（高速湾岸線）～横浜市金沢区の市道で試乗することもある。マイナーチェンジ後は試乗会などに参加している。
2007年10月からのリニューアル後は、まだ番組製作側が新たなスタイルを模索していたと思われる為か、レイアウト等が一定していなかった。
2008年3月30日をもって、「新車情報」以来毎回45分間の放送を行ってきた「クルマのツボ」が終了。次番組は同じ岡崎五朗が司会を務める「岡崎五朗のクルマでいこう!」。

## 紹介する車
番組スタートからしばらくは日本車の新型発表が少ない時期（東京モーターショー直前）と重なってしまい、取り上げる車種が外国車などの高級車中心となり批判の対象となっていた。しかしそれはタイミングが悪かっただけであって、軽・小型の新車も発表され次第取り上げている。
「新車情報」の末期でも、そうした時期は国産車を取り上げづらく、外国車に加えて、商用車を取り上げることがあった。いずれにしても、特定のジャンルに偏らず、あらゆる乗用車の新車を取り上げる「総合型」自動車情報番組の宿命である。

## 出演者
- 岡崎五朗 （モータージャーナリスト）
- 小森谷徹 （タレント）
- 各メーカー広報など

### 過去の出演者
- 大原裕美　（アシスタント、tvkアナウンサー）2005.04～2006.03

ちなみに大原アナは前番組「新車情報」で一時期、末期のアシスタント・野中美里（当時tvkアナウンサー）が体調不良による欠席に伴いピンチヒッター出演した。
- 中村理恵 （アシスタント、tvkアナウンサー）2006.04～2007.09

一時期は試乗（ロードインプレッション）にも参加し、女性からの視点や初心者からの視点といった番組としても新たな試みも行われていた。

## ネット局

### 番組終了時点でのネット局
- テレビ神奈川（製作局）: 毎週日曜 22:00～22:45（再放送・毎週土曜 11:00～11:45）
- テレビ埼玉: 毎週月曜 23:00～23:45
- 千葉テレビ放送: 毎週金曜 22:00～22:45
- 群馬テレビ: 毎週金曜 23:00～23:45
- 三重テレビ放送: 毎週日曜 12:00～12:45
- 岐阜放送: 毎週木曜 22:15～23:00（22:58終了の場合もあった）
- 京都放送: 毎週日曜 23:30～24:15
- 奈良テレビ放送: 毎週日曜 22:00～22:45
- テレビ和歌山: 毎週月曜 24:10～24:55
- 福島放送（テレビ朝日系列）: 毎週火曜 25:20～26:05
- 長野朝日放送（テレビ朝日系列）: 毎週水曜 24:45～25:30
福島放送、長野朝日放送は同様の分野のBS朝日制作（過去はテレビ朝日制作）の「カーグラフィックTV」（CGTV）も放送（福島放送は放送終了）。
- テレビユー山形（TBS系）: 毎週木曜 25:10～25:55

尚、独立放送局のTOKYO MX、びわ湖放送、サンテレビジョンにはネットされていない。又、「新車情報」時代から引き続き一部のケーブルテレビでも放送されていた。（次項参照）

### 番組終了前に終了したネット局
- テレビ山口（TBS系列）
もともと「新車情報」を長年ネットしていた関係で、最初の5か月間程度放送していた。「新車情報」のネットの遅れが最終的にひと月以上となったため、テレビ山口における最終回は、tvkが2005年8月に放送した第20回だった。
テレビ山口の現在の大株主は、トヨタ系のカーディーラーである。「新車情報」時代から、番組でアウディの新車が取り上げられた際は、その回限定で県内のあるトヨタディーラーが設立したアウディの販売店が番組スポンサーについていた。ほかの回は、地元の中古車販売店1社がスポンサーだった。
- とちぎテレビ
約1年間放送して終了した。その理由としては、栃木県には自動車産業の関連工場が数多く立地し、その関係もあってより専門的な自動車番組が多く放送されているためであるといわれる。
- テレビせとうち（テレビ東京系列）
テレビ東京系列で唯一ネットしていた。もともと「新車情報」を長年ネットしていた関係で番組開始時からネット（約2週遅れ）していたが、2007年9月で終了した。「新車情報」の時と同じく、地元の中古車販売店1社がスポンサーであった。テレビせとうちでの最終回は、tvkで2007年9月9日に放送されたトヨタ・イストであった。

## ケーブルテレビでのネット局
※以前は多くのケーブルテレビ局で放送されていたが、諸事情により多くの局で放送が中止された。以下は2010年春現在で放送している局である。
- 青森ケーブルテレビ（ACT･土曜日18:00～18:42・20日遅れ）
- 金沢ケーブルテレビネット
- ふれあいチャンネル
- 宮城ネットワーク（土曜日18:00～18:42・日曜日8時～8時42分など）

## スポンサー
2006年6月までは「新車情報」時代同様、CM枠の大半は公共広告機構（AC、現：ACジャパン）・日本広告審査機構 (JARO) 等の公共CMが予め流れていたが、同年7月からはスポットCMが増加し公共CMは以前と比べ流れるのが控えめになった。（青森ケーブルテレビでは、その日の番組内で紹介した車のCM以外はACやJAROのCMしか流れない）また、テレビ和歌山放送時、CMに入る際やCM明けに度々、tvk放送時の公共広告機構 (AC)のCMが入ることがある。更に、通常はJAROのCMが流れない岐阜放送でもこの番組内では流している。